# Далінгер Володимир Федорович
Володимир Федорович Далінгер (нар. 27 жовтня 1902, місто Астрахань, тепер Російська Федерація — 12 лютого 1967, місто Караганда, тепер Республіка Казахстан) — радянський діяч, народний комісар внутрішніх справ АРСР Німців Поволжя, голова Ради народних комісарів АРСР Німців Поволжя. Депутат Верховної Ради СРСР 1-го скликання (1937—1944).

## Біографія
Народився в родині робітника-машиніста. Закінчив церковноприходську школу і у 1917 році чотирикласне вище початкове училище міста Астрахані.
З липня 1917 по січень 1918 року працював кочегаром на Астраханському судноремонтному заводі. У січні — березні 1918 року служив письмоводом (канцеляристом) спочатку в Астраханському комісаріаті внутрішніх справ, а потім, від березня 1918 по січень 1919 року, в Астраханській етапній комендатурі. У січні — червні 1919 року працював конторником на Астраханському автомобільному заводі.
З червня 1919 по березень 1921 року — старшина господарської команди і учень Астраханських командних курсів РСЧА.
Член РКП(б) з травня 1920 року.
З березня 1921 по березень 1922 року — слідчий відділення революційного військового трибуналу Приволзького військового округу  в місті Астрахані.
У березні 1922 — лютому 1925 року — тво. уповноваженого по інформації Калмицького обласного відділу ДПУ. Одночасно у грудні 1924 — лютому 1925 року — т.в.о. начальника інформаційно-реєстраційного відділу Калмицького обласного відділу ДПУ. У лютому — грудні 1925 року — т.в.о. уповноваженого з військових справ Калмицького обласного відділу ДПУ. У грудні 1925 — серпні 1926 року — уповноважений зі східної роботи Калмицького обласного відділу ДПУ. У серпні 1926 — травні 1928 року — начальник східного відділу Калмицького обласного відділу ДПУ, начальник відділення Астраханського губернського відділу ДПУ.
У травні 1928 — листопаді 1929 року — помічник начальника Калмицького обласного відділу ДПУ.
У листопаді 1929 — січні 1934 року — начальник відділення Повноважного представництва ОДПУ при РНК СРСР по Нижньо-Волзькому краю.
У січні — липні 1934 року — заступник начальника особливого відділу Повноважного представництва ОДПУ при РНК СРСР по Саратовському краю. У липні 1934 — грудні 1936 року — помічник начальника особливого відділу УДБ УНКВС по Саратовському краю. У грудні 1936 — лютому 1937 року — заступник начальника 5-го відділу УДБ УНКВС по Саратовському краю.
З 12 по 16 лютого 1937 року — начальник Управління НКВС АРСР Німців Поволжя. 16 лютого — 15 серпня 1937 року — народний комісар внутрішніх справ АРСР Німців Поволжя.
15 серпня 1937 — липень 1938 року — голова Ради народних комісарів АРСР Німців Поволжя.
5 червня 1938 року рішенням бюро обкому ВКП(б) АРСР Німців Поволжя отримав сувора догана і незабаром був знятий з усіх відповідальних постів за «притуплення більшовицької пильності, яка виявилася в невикритті цілого ряду ворогів народу, що працювали разом з ним, за засмічення апарату Раднаркому політично сумнівними людьми і за родинний підбір керівний кадр без перевірки».
З 9 серпня 1938 по 27 грудня 1938 року — заступник керівника, з грудня 1938 по 23 квітня 1939 року — т.в.о. керівника тресту «Уралзахідліс» у місті Пермі. З квітня 1939 по березень 1940 року — заступник керівника Пермської обласної контори Промбанку СРСР. Потім впродовж двох років працював керівником Азербайджанської контори Промбанку СРСР.
З лютого 1942 року знаходився в трудовій армії Північноуральського виправно-трудового табору.
З серпня 1946 року працював на відповідальних посадах у фінансових органах міста Караганди Казахської РСР.
З 1962 року — персональний пенсіонер республіканського значення в місті Караганді.

## Звання
- старший лейтенант державної безпеки (22.02.1936)

## Нагороди
- знак «Почесний працівник ВЧК—ДПУ (XV)» (1936)